# Phaedyma damia
Phaedyma damia är en fjärilsart som beskrevs av Hans Fruhstorfer 1905. Phaedyma damia ingår i släktet Phaedyma och familjen praktfjärilar. Inga underarter finns listade i Catalogue of Life.